# Melita intermedia
Melita intermedia är en kräftdjursart som beskrevs av Sheridan 1980. Melita intermedia ingår i släktet Melita och familjen Melitidae. Inga underarter finns listade i Catalogue of Life.